# Barbara Nowacka
Barbara Anna Nowacka (Varsavia, 10 maggio 1975) è una politica polacca, Ministra dell’Istruzione dal 13 dicembre 2023.
Attivista in Unione del Lavoro, e successivamente in Twój Ruch, nell'ottobre 2015 è diventata leader della coalizione di Sinistra Unita per le elezioni parlamentari polacche del 2015, riunendo Unione del Lavoro, Twój Ruch, l'Alleanza della Sinistra Democratica, i Verdi e il Partito Socialista Polacco. Dal 2016 è leader di Iniziativa Polacca.

## Biografia
Nata a Varsavia, è figlia di Jerzy Nowacki, rettore dell'Accademia polacco-giapponese di tecnologia dell'informazione, e Izabela Jaruga-Nowacka, ex vice primo ministro e ministro delle politiche sociali sotto il gabinetto di Marek Belka. Sua madre era elencata nella lista dei passeggeri del Tupolev Tu-154 del 36º Reggimento dell'aviazione speciale, che trasportava il presidente della Polonia Lech Kaczyński e che si è schiantato vicino all'aeroporto di Smolensk-Nord il 10 aprile 2010, uccidendo tutti coloro a bordo.
Nowacka ha studiato all'Università di Varsavia, dove è stata attiva come femminista nella Federazione per le donne e la pianificazione familiare. Dal 1997 al 2006 è stata membro dell'ala giovanile di Unione del Lavoro e poi del partito stesso. Nel 2014 si è candidata senza successo alle elezioni europee a Lublino per Europa Plus, sostenuta da Aleksander Kwaśniewski. Dopo la sconfitta, si è unita a Twój Ruch di Janusz Palikot, diventando un leader congiunto, e contribuendo a creare Sinistra Unita, una coalizione di larghe intese. Il 4 ottobre 2015 è stata nominata per guidare il partito alle elezioni, e il 17 ottobre ha presentato il programma della coalizione in una conferenza a Katowice. Tuttavia, nelle elezioni del 25 ottobre, Sinistra Unita non è riuscita a raggiungere la soglia dell'8% per ottenere la rappresentanza parlamentare nel sistema elettorale polacco, mentre la stessa Nowacka non è stata eletta nel collegio elettorale di Varsavia I.
Le elezioni polacche del 2015 sono state insolite in quanto la maggior parte dei principali partiti a disputarsi erano guidati da donne. Mentre Nowacka era il leader di Sinistra Unita, Ewa Kopacz del partito al governo Piattaforma Civica era il primo ministro in carica, e Beata Szydło del partito di opposizione Legge e Giustizia era la principale sfidante. Alla fine, Szydło è stato eletta con una maggioranza assoluta.
Nel 2016, la rivista Foreign Policy ha incluso Nowacka, insieme ad Agnieszka Dziemianowicz-Bąk di Razem, nella sua lista annuale dei 100 pensatori globali più influenti per il loro ruolo nell'organizzazione di proteste contro il divieto totale dell'aborto in Polonia.
Nel giugno 2019, Nowacka è diventata leader del partito politico Iniziativa Polacca (iPL), che ha originariamente fondato come associazione nel 2016. Attualmente è candidata alle elezioni nel collegio elettorale № 26 (Słupsk) come candidata per la Coalizione civica, di cui iPL è un partito membro.
Nowacka è stata fortemente critica nei confronti dell'influenza che la Chiesa cattolica ha sulla politica polacca. Quando nell'ottobre 2020 il parlamento polacco ha pensato di imporre divieti più rigorosi sull'aborto, Nowacka ha affermato che i vescovi cattolici della Polonia, la maggioranza dei quali sostiene con fermezza tale legislazione, hanno "le mani insanguinate". In seguito ha partecipato a una protesta contro le nuove restrizioni sull'aborto, dove è stata attaccata con del gas lacrimogeno da un agente di polizia, dopo essersi avvicinata a lui e aver mostrato la sua carta d'identità.
Il 13 dicembre 2023, in occasione dell’entrata in carica del Governo Tusk III dopo la vittoria alle elezioni parlamentari, entra in carica come Ministra dell’Istruzione.